# County Monaghan
Monaghan (Iers: Muineachán) is een graafschap van Ierland. Het is een van de drie graafschappen die deel uitmaken van Ulster, maar niet van Noord-Ierland. Het heeft een oppervlakte van 1294 km² en een inwoneraantal van 60.483 (2011).
De belangrijkste steden zijn Carrickmacross, Castleblayney, Clones en de hoofdstad van de county,  Monaghan. Het landschap is gevuld met drumlins, ronde afzettingen die zijn achtergebleven na de laatste ijstijd.
Monaghan is de geboorteplaats van de dichter en schrijver Patrick Kavanagh, die veel van zijn werk in het graafschap situeerde. Kavanagh is een van de belangrijkste figuren in de Ierse poëzie van het midden van de twintigste eeuw.
Op Ierse nummerplaten wordt het graafschap afgekort tot MN.

## Plaatsen
| Engels         | Iers                  | Inwoners |
| -------------- | --------------------- | -------- |
| Ballinode      | Béal Átha an Fhóid    | 470      |
| Ballybay       | Béal Átha Beithe      | 1.241    |
| Castleblayney  | Baile na Lorgan       | 3.607    |
| Carrickmacross | Carraig Mhacaire Rois | 5.032    |
| Clones         | Cluain Eois           | 1.680    |
| Monaghan       | Muineachán            | 7.678    |

## Galerij

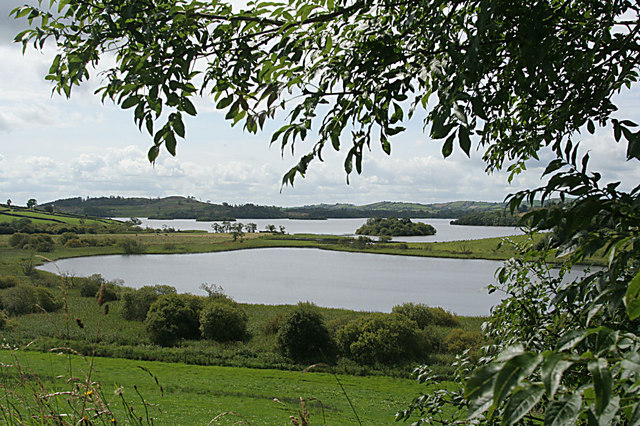
Landschap in County Monaghan
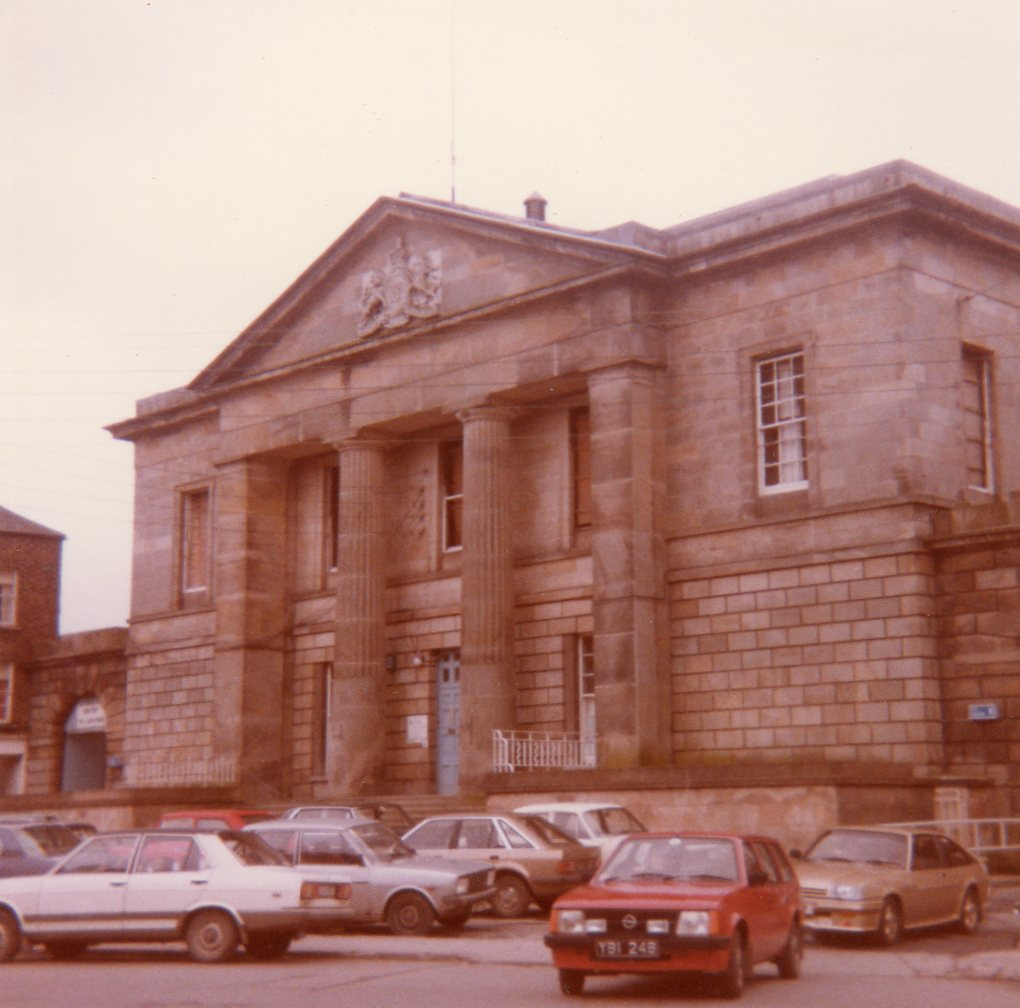
Provinciegerechtsgebouw Monaghan